# Left Front

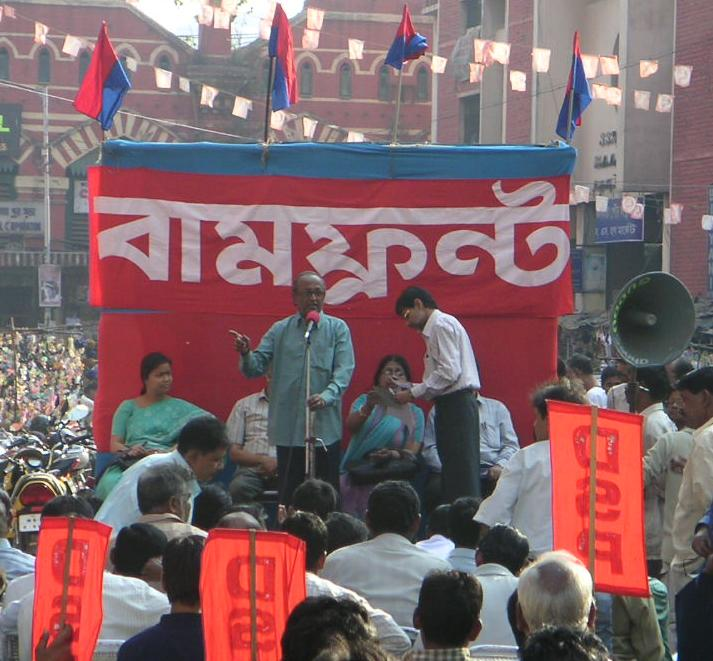
DSP-möte i Kolkata. Texten på podiet är "Bamfront" (Left Front)

Left Front är front av vänsterpartier i Indien. I Västbengalen och Tripura finns LF-kommittéer på delstatsnivå.
I Västbengalen ingår följande partier i LF
- Communist Party of India (Marxist)
- Communist Party of India
- Revolutionary Socialist Party
- All India Forward Bloc
- Revolutionary Communist Party of India
- Marxist Forward Bloc
- West Bengal Socialist Party
- Democratic Socialist Party
- Biplobi Bangla Congress (Revolutionära Bengaliska Kongressen)

Communist Revolutionary League of India var medlem i bengaliska LF mellan 1995 och 2000. Sammankallande för Left Front-kommittén är Biman Bose, politbyråmedlem i CPI(M).
I Tripura ingår CPI(M), CPI, RSP och AIFB i Left Front.
Inför valet till Lok Sabha 2004 bildade Communist Party of India (Marxist-Leninist) Red Flag och BTR-EMS-AKG Janakeeya Samskarika Vedi en front under namnet Left Front i Kerala. Denna front lanserade sju kandidater från CPI(ML) Red Flag och åtta från BTR-EMS-AKG Janakeeya Samskarika Vedi och stödde en kandidat från Communist Party of India (Marxist-Leninist) Liberation. Denna front har dock inget med den etablerade fronten i Västbengalen och Tripura att göra. Det är inte heller sannolikt att denna front skulle ha någon permanent organisatorisk struktur.